# Луд, збуњен, нормалан (5. сезона)
Пета сезона телевизијске серије Луд, збуњен, нормалан је премијерно емитована на Федералној телевизији БиХ у периоду од 29. јануара 2012. до 7. априла 2013. године.

## Радња
Прошло је шест година, али се није пуно тога променило у фамилији Фазлиновић. Проблеми са женама као неко проклетство прате Изета, Фарука и Дамира. Фарук је сада кратко ошишан, а седа боја доминира у његовој коси. Уместо некадашње Радио станице, сада је Видео-аудио продукција Акорд. Међутим, промене у пословању не доносе позитивне резултате, него све веће перипетије и проблеме са којима Фарук једва излази на крај. Као један од сувласника Видео продукције појављује се нови лик у серији, Ментор Косова, косовски Албанац, амбициозан, вредан и припрост човек. У суштини је добронамеран, али потпуно неупућен у посао којим се бави, а то је видео продукција. Са једнаком пажњом ће саслушати и кретена какав је Чомбе, и рецимо Фарука. Дамир и Џебра спавају у соби која је била Фарукова, Изет у својој соби, а Фарук у дневном боравку. Џебра је стармали дечак. Када говори користи изразе који нису прикладни његовом узрасту (компромитован, индолентан, адекватан...). Не воли школу, јасно препознајемо да је по карактеру најсличнији Изету.

## Улоге
| Глумац            | Улога                 |
| ----------------- | --------------------- |
| Мустафа Надаревић | Изет Фазлиновић       |
| Сенад Башић       | Фарук Фазлиновић      |
| Моамер Касумовић  | Дамир Фазлиновић      |
| Ивор Шпаравало    | Џема Фазлиновић       |
| Мирај Грбић       | Драган Чмар           |
| Татјана Шојић     | Марија Мрвица         |
| Илир Тафа         | Ментор Косова         |
| Предраг Ејдус     | Јован Белајбег        |
| Марија Омаљев     | Барбара Фазлиновић    |
| Горан Навојец     | Реуфик Мујкић         |
| Елвира Аљукић     | Санела Хаџимуфтезовић |

## Списак епизода
| Бр. еп. (у серији) | Бр. еп. (у сезони) | Датум емитовања   | ТВ емитер | Назив                        | Сиже |
| ------------------ | ------------------ | ----------------- | --------- | ---------------------------- | --- |
| 121                | 1                  | 29. јануар 2012.  | ФТВ (БиХ) | Први пут са прадедом у школу | Прошло је шест година, али се није пуно тога променило у породици Фазлиновић. Проблеми са женама као неко проклетство прате Изета, Фарука и Дамира. Време је да мали Џебра крене у школу, а његово школовање ће довести до сукоба између Дамира и Изета. Фарук је проширио бизнис отварајући Видео продукцију, али неће све ићи онако како је планирао. |
| 122                | 2                  | 5. фебруар 2012.  | ФТВ (БиХ) |                              | Мада није добра домаћица, нова кућна помоћница Санела задовољава услове за посао у стану Фазлиновића. Наиме, згодна је, а то је сасвим довољно Изету. Међутим, и Фарук је бацио око на њу. То неће бити Изету по вољи, а Дамир ће показати да у њиховој кући ипак постоји зрно разума. |
| 123                | 3                  | 12. фебруар 2012. | ФТВ (БиХ) | Згодна жена                  | Неко од Фазлиновића мора ићи на родитељски састанак у Џебрину школу. Ни један од три кандидата за тај задатак, дакле – Изет, Фарук ни Дамир, није вољан да то уради. Ситуација ће се драстично променити када се испостави да је учитељица млада, згодна и секси. Настаје подметање ногу и утркивање око тога ко ће присуствовати Џебриним родитељским састанцима. |
| 124                | 4                  | 19. фебруар 2012. | ФТВ (БиХ) | Неподношљива лакоћа примања  | Када се на вратима Фазлиновића појави Јован Белајбег, познати критичар савремене уметности, на површину ће испливати Изетов давно заборављени таленат са концептуално стваралаштво. Свота коју ће Белајбег понудити за Изета ће бити више него мотивациона. Упоредо са овим, Чомбе пролази кроз праву драму: забринут је за своју сексуалну оријентацију јер су изненада почели да му свиђају мушкарци. |
| 125                | 5                  | 26. фебруар 2012. | ФТВ (БиХ) | (Глуварење)                  | Изетов концептуално-ликовни рад, под називом „Хероји Револуције“, ја побрао успех и код критике и код публике. Ношен крилима изненадне славе Изет добија нови задатак: Урадити идејно решње плаката за предстојећу Фестивал људских права. Случајност је хтела да Фарукова продукција снима управо исти тај догађај. Главна манифестација је у Сан Рему, и сви ови актери на једном месту и у исто време, ће својим понашањем проузрокавати да се тај културни догађај претвори у потпуни дебакл.                  |
| 126                | 6                  | 4. март 2012.     | ФТВ (БиХ) | Риба звана Вања              | Догодила се провала у Уметничку галерију и Изетова поставка под именом „Хероји Револуције“ је потпуно девастирана. Вандали су је уништили. Мада је видно потресен овим догађајем, Изету ће једно сазнање вратити вољу за животом. Сазнао је, наиме, да је његова поставка осигурана на 10 хиљада евра. У међувремену, Фаруков љубавни живот коначно добија на смислу. Била је то љубав на први поглед, али због одређених разлога, та веза мора остати тајна.                                                      |
| 127                | 7                  | 11. март 2012.    | ФТВ (БиХ) | Сполови рано лете            | Фарук и, наручито, Изет су забринути за Џебрино понашање. Затекли су га како се игра са Барбикама, а то по Изетовом стандарду није нормално понашање за једног дечака. Нарочито ако тај дечак носи презиме Фазлиновић. Ствар ће се додатно закомпликовати када Дамир донесе вест из школе да је учитељица забринута јер се дете, по њеном мишљену, понаша исувише феминизирано. |
| 128                | 8                  | 18. март 2012.    | ФТВ (БиХ) | Добар, лош, зао              | Случајни сусрет Изета и његовог бившег пријатеља Атифа Ђукелића, покренуће читав низ замршених догађаја. Пре двадесет година Атиф је преотео Изетову љубавницу, а то није нешто што овај може тако лако опростити. Изет детаљно планира освету, али ненадане околности му неће ићи на руку. Марија је у понуду Сан Рема увела Мамур вариво. Као што му само име каже, вариво је идеално за лечење мамурлука. Фарук ће покушати доћи у посед тајног рецепта.                                                        |
| 129                | 9                  | 25. март 2012.    | ФТВ (БиХ) | Из Русије с' љубављу         | У својој колекцији плоча Фарук поседује и једну која је велика реткост. То је плоча Ролинг Стоунса, "Play With Fire". Оно што ту плочу чини посебном је што је реч о ћирилично-руском издању које има велику вредност на тржишту. Фаруков пријатељ Иги покушаће од њега да добије ту плочу. У међувремену, Изет се на тајанствен начин дочепао пара и на Маријино чуђење, части цели кафић. |
| 130                | 10                 | 1. април 2012.    | ФТВ (БиХ) | Три краља                    | Јаков је изнајмио стан који се налази преко пута Фазлиновића. Нова, згодна комшиница ће унети пометњу у живот Фазлиновића. Санела је потпуно збуњена догађајима и одлучује да комшиници одржи предавање о моралу. Чомбету се коначно посрећило. Ноћ раније провео је са непознатом девојком. Марија је увела нову понуду у свој мени. То су њоке. Иако их продаје по ниској цени, мало ко их наручује. Поквареним њокама Марија ће частити Чомбета.                                                                |
| 131                | 11                 | 8. април 2012.    | ФТВ (БиХ) | Умри мушки                   | У истом дану у Сарајево су се вратиле Невена (Дамирова мама) и Барбара (Дамирова бивша супруга). Њихов заједнички повратак код Изета изазива сумњу како је реч о завери да им се одузме мали Џемица. Фазлиновићи ће урадити све да до тога не дође. Јаков је у стан преко пута Фазлиновића овог пута уселио своју мајку. Њен боравак у том стану, скупа са доласком Невене и Барбаре, изазваће низ неспоразума. |
| 132                | 12                 | 15. април 2012.   | ФТВ (БиХ) | Секс, лажи и видео-траке     | Ментор се љути на Чомбета, запоставио је посао у продукцији Акорд. Чомбе је, наиме, нашао нови ангажман, пева по локаним баровима и то му узима пуно времена. Изет је пред живчаним сломом јер је Барбара одлучна у идеји да добије старатељство над Џемицом. Дамир је приморан унајмити адвоката. Мариофил је најефтинији, а самим тиме и најбољи за тај посао. Заборављена видео касета из Барбарине младости бити ће пресудна у судском процесу.                                                                |
| 133                | 13                 | 22. април 2012.   | ФТВ (БиХ) | Неморална понуда             | Фарука љубавни живот чини депресивним. Изету никако не полази за руком освојити новац на играма на срећу. Дамир има велике проблеме са Барбариним инсистирањем да добије старатељтво над Џемицом. Све ће се то променити када се у причу укључи Чомбе. Он поседује сретну мајицу која ће тројици Фазлиновића променити живот. Нажалост, то неће бити срећа на дуге стазе. Чомбетова мајица ће се показати као потпуно погрешна амајлија.                                                                           |
| 134                | 14                 | 29. април 2012.   | ФТВ (БиХ) | Дневник једне шипарице       | У протеклих седам дана Фаруку се догађају изузетно чудне ствари. Нека непозната особа, која жели остати анонимна, испуњава му жеље. Проблем је у томе што ти догађаји и нису баш оно што би Фарук пожелио да му се догоди. Чомбету се пружила прилика да се бави екстремним спортовима. То неће најсретније завршити по њега. Изет и Дамир ће схватити да је велики неспоразум крив са све лоше што им се догађа.                                                                                                  |
| 135                | 15                 | 6. мај 2012.      | ФТВ (БиХ) |                              | Дамир покушава пронаћи начин да се он и Џебра одселе у други стан. Предложиће Изету да прода стан у коме живе и да купе два мања. Тај његов предлог неће наићи на разумевање. Изетов брат Исмет из Шведске је дошао у посету Фазлиновићима. Мада се њихов задњи сусрет завршио свађом, сада ствари стоје унеколико другачије. Исмет је имао саобраћајну незгоду у којој је повредио главу и изгубио памћење. Тај случај Изету отвара могућност за нову махинацију у његовом стилу.                                 |
| 136                | 16                 | 1. јануар 2013.   | ФТВ (БиХ) | Савршена олуја               | Ментор се вратио из Приштине где је ишао посетити своју породицу. Косовски специјалитети које је донео Фаруку да проба, овога неће баш фасцинирати. Изет је одлучио играти наградну игру из дневних новина. Делимично му се посрећило, није добио стан нити ауто, али је добио клима уређај. Фарук са њим улази у дуге и тешке преговоре у намери да тај клима уређај заврши код њега у студију. |
| 137                | 17                 | 17. фебруар 2013. | ФТВ (БиХ) | Утјеривачи духова            | Фарук поново има проблема са порезном инспекцијом. Приморан је распродати технику из продукције како би платио порез. Необичан купац ће се јавити на оглас и тај сусрет ће завршити крајње неповољно за Фарука. Жарко Међедовић, Изетов познаник из прошлости, тражи од Изета да му врати дуг од 5.000 марака. Дуг је наводно настао у партији покера која је одиграна пре десет година. Изету не пада на памет да врати те паре.                                                                                  |
| 138                | 18                 | 24. фебруар 2013. | ФТВ (БиХ) | Кишни човјек                 | Изузетно емотиван сусрет догодиће се у продукцији Акорд. Вратио се Рефко, а то је за Чомбета довољан разлог да пусти сузе радоснице. Фарук открива да Рефко има један необичан таленат. Иако је интелектуално ограничен, Рефко се невероватно добро сналази са бројевима. Проблем који се поставља пред Фарука је како уновчити ту Рефкину особину. У акцију се укључују Изет и Марија. План је једноставан и добар, али како се то обично догоди, неће све тећи како су предвидели.                               |
| 139                | 19                 | 3. март 2013.     | ФТВ (БиХ) | Старац га море               | Када се Дамир врати са семинара у Дубровнику, кући ће затећи крајње неочекивану ситацију. Изет је у озбиљној љубавној вези. Све то не би било превише чудно, да Изетова изабраница није мушко. Потпуно шокиран сазнањем, Дамир се упушта у истрагу и убрзо ће открити да се иза, наизглед романтичне везе двојице мушкараца, крије Изетов материјални интерес. Након свега, Фарук је тај који ће извући дебљи крај.                                                                                                |
| 140                | 20                 | 10. март 2013.    | ФТВ (БиХ) | Предсједничке лажи           | Дамир је ухваћен јер је у банци покушао уновчити лажни чек. Кратком истрагом, полиција ће доћи до сазнања да иза лажних чекова стоји најстарији Фазлиновић, Изет. По повратку са Косова где је обишао породицу, Ментор се у Сан Рему заљубљује у девојку која необично личи на једну америчку јавну особу. У њеном присутству он се понаша смушено па ће за помоћ питати Фарука. Нажалост, неке од Фарукових савета како се треба опходити са женама, Ментор ће схватити пребуквално.                              |
| 141                | 21                 | 17. март 2013.    | ФТВ (БиХ) | Брзи и жестоки               | Малом Џебри је рођендан. Изет је одлучио да му за поклон купи пластични пиштољ. Међутим, тај пиштољ изгледа као прави па ће то изазвати пометњу у породици. Ментор је у дубокој депресији јер га је одбила Моника, девојка у коју је јако заљубљен. Фарук ће направити план, а ако се Ментор буде стриктно придржавао тог плана, можда успе освојити Монику. Оног тренутка када у причу уђе инспектор Мурга, догађаји ће кренути низбрдо, а несеретни Ментор ће, ни крив ни дужан, завршити у затвору.             |
| 142                | 22                 | 24. март 2013.    | ФТВ (БиХ) | Оправдано убиство            | Две нове жртве серијског убице су доказ за полицију да имају погрешног човека. Ментор је пуштен из затвора, а Изет и Чомбе се удружују на тајном задатку због кога се морају маскирати у жене. Када их виде тако прерушене, Дамир и Фарук немају дилеме – Изет је овај пут тотално полудео. Морају га на силу натерати да посети психијатра. Но, одвести Изета на психијатрију је лакше испланирати, него спровести у дело. Још када се у целу причу уплете прави серијски убица, потпуна катастрофа је на помолу. |
| 143                | 23                 | 31. март 2013.    | ФТВ (БиХ) | Дубоко грло                  | Фарук добија пословну понуду којој, због финансијске исплативости, не може рећи не. Изет је у новом пословном подухвату. Отвара салон за масажу са жељом да му клијентела буду згодне жене, али је предвидео да на масажу могу доћи и мушкарци. |
| 144                | 24                 | 7. април 2013.    | ФТВ (БиХ) | Пут на сјевер                | Изет, Фарук, Дамир и Џебра седе за столом и препричавају своје проблеме. Сваки је видно изнервиран. Фарук, проблемима са кадром у продукцији Акорд, Дамир, сулудим захтевима пацијента, а Изет јер није могао уновчити авиокарте за Шведску које му је послао брат Исмет, те сва тројица одлазе у Шведску. На дневнику је обављена вест да се срушио авион за Шведску, који је полетио са Сарајевског аеродрома.                                                                                                   |

## Напомена
- Пошто је пета сезона била приказана из два дела (премијерно емитовање на Федералној телевизији у БиХ) (од 1. до 15. епизоде је емитовано од јануара до маја 2012. године, а од 16. до 24. епизоде емитовано од јануара до априла 2013. године), обе половине се у Хрватској третирају као две засебне сезоне.
- Приликом премијерног емитовања 122. епизоде на Федералној телевизији, епизода је носила назив "There's something about Sanela". Међутим, приликом наредног емитовања ове епизоде назив је промењен у "Има нешто у Санели".